# کوهلبرگ (بادن-وورتمبرگ)
کوهلبرگ (به آلمانی: Kohlberg) یک شهر در آلمان است که در ااسلینگن واقع شده‌است.